# Miniopterus brachytragos
Miniopterus brachytragos é uma espécie de morcego da família Miniopteridae. Endêmica de Madagascar. As populações desta espécie foram historicamente incluídas em Miniopterus manavi, mas estudos moleculares publicados em 2008 e 2009 indicaram que esta suposta espécie consistia em cinco espécies distintas, incluindo M. brachytragos. A espécie têm sido encontrada em florestas secas e úmidas em altitudes de 320 m ao nível do mar.
Miniopterus mahafaliensis é pequeno e de coloração marrom escura no ventre e acastanhada no dorso. O trago é curto. O uropatágio é hirsuto e o palato côncavo.

## Taxonomia
Durante a década de 2000, estudos moleculares revelaram que o gênero Miniopterus, amplamente distribuído na África, Eurásia e Austrália, era muito mais rico em espécies do que previamente conhecido. Em uma publicação de 1995, Faune de Madagascar, Randolph Peterson e colaboradores listaram quatro espécies de Miniopterus em Madagascar e nas ilhas Comoros, incluindo o M. manavi com uma distribuição ampla, ocorrendo tanto em Madagascar como em Comoros. Em 2008 e 2009, entretanto, Steven Goodman e colaboradores apresentaram evidências que o antigo conceito de M. manavi compreendia cinco espécies distintas morfológica e geneticamente. estas incluíam M. manavi restrito ao Platô Central, M. griveaudi e M. aelleni nas ilhas Comoros e no norte e oeste de Madagascar, M. mahafaliensis no sudoeste e M. brachytragos no norte e oeste da ilha. As cinco espécies reconhecidas do complexo M. manavi não são estritamente relacionadas entre si, mas aparentemente adquiriram suas similaridades através de convergência evolutiva. Em algumas localidades (como na Reserva Natural de Tsingy de Namoroka) quatro espécies crípticas do complexo M. manavi, incluindo o M. brachytragos, podem ser encontradas em simpatria, ou seja, no mesma área geográfica.
Miniopterus brachytragos foi descrito como uma espécie nova em 2009 por Goodman e colaboradores. O epíteto específico combina as palavras em grego antigo reek]] brachys "curto" e tragos "cabra" e refere-se ao trago curto, uma das principais características distinguíveis da espécie. Análises das sequências de genes do citocromo b do DNA mitocondrial sugerem que o M. brachytragos é mais relacionado com o clado M. manavi e com outras espécies malgaxes, M. petersoni. Há alguma variação dentro da espécie - o indivíduo mais distinto, da ilha de Nosy Komba, difere cerca de 2.1% de outros indivíduos da mesma espécie em sua sequência do citocromo b — mas Goodman e colaboradores julgaram as amostras insuficientes para formur uma conclusão clara sobre a estrutura filogeográfica dentro da espécie.

## Distribuição geográfica e habitat
Miniopterus brachytragos é encontrado em vários tipos de habitats. Na região de Namoroka, ele tem sido registrado em altitudes de 100 a 200 m em florestas decíduas secas e florestas de galeria. Outro espécime foi capturado numa região de carste em Bemaraha. Perto de Daraina, no noroeste, a espécie ocorre na floresta úmida de planícies associada a floresta seca a 320 m de altitude. Em outro local no noroeste, na península Masoala, ele é encontrado em floresta de galeria de planícies ao nível do mar. Em Nosy Komba, seu habitat consiste de floresta seca associada com Mangifera indica, introduzida na área.

## Description
Miniopterus brachytragos é um morcego pequeno, de cauda curta com pelagem esparsa. A coloração da pelagem do ventre é marrom escura e no dorso é acastanhado. Miniopterus mahafaliensis é similar em coloração, mas outros Miniopterus pequenos são mais escuros. As orelhas são parcialmente hirsutas na porção superior, mas virtualmente glabras na inferior e terminam de forma arredondada. O trago é curto e tem uma base larga, algumas vezes com uma crista na lateral. Ele termina em uma extremidade pontuda e ligeiramente arredondada, que é coberta com pelos finos e pouco perceptíveis. O curto trago é uma característica que facilmente o diferencia das demais espécies de Miniopterus. A membrana da asa é marrom, mas o uropatágio é mais claro. As membranas da asa e o uropatágio são fixados na porção superior da perna no mesmo nível, acima do joelho. O uropatágio é relativamente coberto de pelos, particularmente na porção superior. M. manavi e M. mahafaliensis também têm um uropatágio densamente hirsuto, mas o M. aelleni e M. griveaudi é apenas esparsamente coberto de pelos ou totalmente glabros.
Em 28 de 30 espécimes mensurados por Goodman e colegas, o comprimento total foi de 83 a 92 mm, com média de 87.4 mm; o comprimento da cauda foi de 38 a 43 mm, com média de 40.2 mm; o comprimento do membro inferior foi de 5 a 6 mm, com média de 5.8 mm; o comprimento do trago foi de 3 a 4 mm, com média de 3.9 mm; o comprimento da orelha foi de 9 a 11 mm, com média de 10.0 mm; o comprimento do braço foi de 35 a 38 mm, com média de 36.6 mm; e o peso corporal foi de 2.9 a 6.3 g, com média de 4.3 g. Não há evidência para um dimorfismo sexual acentuado.
No crânio, o rostro é curto, em relação as outras espécies do gênero, e em formato linear. O sulco central na depressão nasal é relativamente largo e profundo. Os ossos frontais são ligeiramente arredondados e ostentam uma indistinta crista sagital. A crista lambdoide também é pouco desenvolvida. A porção média do palato é côncava, ao invés de plana como no M. aelleni e M. manavi. Na margem dorsal do palato encontra-se a curta e rombuda espinha palatal posterior. Miniopterus brachytragos têm 36 dentes e sua fórmula dentária é: {\displaystyle {\tfrac {2.1.2.3}{3.1.3.3}}}. Como característico dos Miniopterus, o primeiro molar superior (P1) é menor e mais simplificado que o segundo (P2).

## Ecologia
Pouco se conhece sobre a ecologia do M. brachytragos, mas as espécies de Miniopterus geralmente se alimentam de insetos, reproduzem-se sazonalmente e vivem em grandes colônias em cavernas.

## Literatura citada
- GOODMAN, S.M.; MAMINIRINA, C.P.; WEYENETH, N.; BRADMAN, H.M.; CHRISTIDIS, L.; RUEDI, M.; APPLETON, B. (2009a). «The use of molecular and morphological characters to resolve the taxonomic identity of cryptic species: the case of Miniopterus manavi (Chiroptera: Miniopteridae)». Zoologica Scripta. 38: 339–363
- GOODMAN, S.M.; MAMINIRINA, C.P.; BRADMAN, H.M.; CHRISTIDIS, L.; APPLETON, B. (2009). «The use of molecular phylogenetic and morphological tools to identify cryptic and paraphyletic species: examples from the diminutive long-fingered bats (Chiroptera: Miniopteridae: Miniopterus) on Madagascar». American Museum Novitates. 3669: 1-34
- Nowak, R.M. 1994. Walker's Bats of the World. Baltimore: The Johns Hopkins University Press, 287 pp. ISBN 978-0-8018-4986-2
- WEYENETH, N.; GOODMAN, S.M.; STANLEY, W.T.; RUEDI, M. (2008). «The biogeography of Miniopterus bats (Chiroptera: Miniopteridae) from the Comoro Archipelago inferred from mitochondrial DNA». Molecular Ecology. 17: 5205–5219